# Сперчениго (Тревизо)
Сперчениго је насеље у Италији у округу Тревизо, региону Венето.
Према процени из 2011. у насељу је живело 149 становника. Насеље се налази на надморској висини од 14 м.